# Li zite ’ngalera
Li zite ’ngalera (deutsch etwa: ‚Die Mädchen auf der Galeere‘ oder ‚Die Verlobten auf der Galeere’) ist eine Commedia per musica (komische Oper, neapolitanische Originalbezeichnung: „Commeddeja“) in drei Akten von Leonardo Vinci (Musik) mit einem Libretto von Bernardo Saddumene. Sie wurde am 3. Januar 1722 im Teatro dei Fiorentini in Neapel uraufgeführt.

## Handlung
Die folgende Inhaltsangabe basiert im Wesentlichen auf der gekürzten Fassung des Librettos in der Beilage zur CD von Antonio Florio. Die Szenennummern beziehen sich auf das gedruckte neapolitanische Libretto von 1722. Die in der CD-Beilage verwendeten abweichenden Nummern sind in eckigen Klammern angegeben. Die darin fehlenden Szenen sind der Vollständigkeit halber mit den auftretenden Personen anhand des Original-Librettos aufgeführt.

### Vorgeschichte
Die Handlung spielt in einer Straße in Vietri, einer kleinen Hafenstadt in der Nähe von Neapel. Der Edelmann Carlo Celmino ist vor zwölf Jahren aus Sorrent hierhergezogen, nachdem er seiner Geliebten Belluccia den Laufpass gegeben hatte. Inzwischen hat er sich in Ciommetella (Ciomma) Palummo verliebt. Belluccia allerdings hat ihn nicht aufgegeben. Sie ist von zu Hause geflohen und als Mann verkleidet unter dem Namen Peppariello ebenfalls in Vietri angelangt. Dort wohnt sie im Haus des Barbiers Col’Agnolo.

### Kurzfassung
Erster Akt. Sowohl Ciomma als auch die alte Meneca lieben Peppariello, die verkleidete Belluccia. Menecas Sohn Titta hat sich ebenso wie Carlo in Ciomma verliebt. Da Carlo ihm einst das Leben gerettet hat, muss Titta ihm notgedrungen den Vortritt lassen. Ciomma weist Carlo jedoch ab, als sie von seinem früheren Verhältnis mit Belluccia erfährt. Der Barbiergehilfe Ciccariello treibt einen Streich mit seinem Herrn und Menecas altem Diener Rapisto und schneidet letzterem bei der Rasur in die Wange.
Zweiter Akt. Ciomma weist auch Titta zurück. Ciccariello gibt Meneca einen Ring, mit dem sie Peppariello angeblich für sich gewinnen kann. Zugleich macht er seinem Herrn weis, dass Meneca in ihn verliebt sei und ihm einen Ring schenken wolle. Ciomma muss feststellen, dass sie in Col’Agnolo (neben Carlo und Titta) einen dritten ungeliebten Verehrer hat. Sie selbst liebt jedoch weiterhin nur Peppariello. Belluccia/Peppariello versucht vergeblich, Carlo zu einer positiven Aussage über seine frühere Geliebte zu bewegen. Aufgrund der von Ciccariello eingefädelten Intrige kommt es zum Streit zwischen Meneca und Col’Agnolo.
Dritter Akt. Um Carlo zurückzugewinnen, plant Belluccia, in einer Komödie aufzutreten. Darin will sie selbst in Frauenkleidern seine Geliebte spielen und sich ihm zu erkennen geben. Eine Galeere mit vermeintlich türkischen Sklavinnen trifft im Hafen ein. Um ihre Verehrer loszuwerden, erklärt Ciomma jedem einzelnen ihre Liebe. Sie erkennen die Wahrheit kurz darauf. In der (nicht auf der Bühne gezeigten) Komödienaufführung versöhnen sich Carlo und Belluccia wieder, und Carlo verspricht ihr die Ehe. Titta hofft, dass Ciomma jetzt seine Liebe erwidern kann. Da sich herausstellt, dass die Sklavinnen in Wirklichkeit entführte Italienerinnen sind, lässt der Galeerenkapitän Federico Mariano sie frei. Kurz darauf erkennt er in Belluccia seine eigene entlaufene Tochter. Er will sie und ihren abtrünnigen Verehrer zunächst streng bestrafen, vergibt ihnen jedoch, als er von der Versöhnung erfährt.

### Erster Akt
Szene 1. Vor seinem Laden wetzt Col’Agnolo sein Rasiermesser. Sein Diener Ciccariello kehrt unterdessen singend den Boden (Ciccariello: „Vorria addeventare sorecillo“), und Ciomma stickt vor ihrer Tür. Col’Agnolo ist gereizt wegen des unentwegten Gesangs Ciccariellos. Carlo geht im Hintergrund unruhig hin und her und überlegt, wie er Ciomma für sich gewinnen könnte. Sie hat jedoch kein Interesse an ihm, da sie sich in Peppariello (die verkleidete Belluccia) verliebt hat. Sie bittet Col’Agnolo um Kupplerdienste (Ciomma: „Va’, dille ch’è ’no sgrato…“).
Szene 2. Als Col’Agnolo Belluccia die Botschaft Ciommas überbringt, entgegnet diese, dass sie grundsätzlich nicht fähig zur Liebe sei (Belluccia: „So’ sciore senz’addore“).
Szene 3. Der junge Titta, der Ciomma unglücklich liebt, beschuldigt Col’Agnolo, ihn zu hintergehen. Ciccariello beendet den Streit, indem er seinen Herrn fortführt.
Szene 4. Titta und Carlo treffen zusammen. Die beiden sind alte Freunde, und Carlo hat Titta einst das Leben gerettet. Als er Titta bittet, sich bei Ciomma für ihn einzusetzen, kann dieser das nicht ablehnen (Carlo: „Mme sento allegrolillo“).
Szene 5. Titta ist verzweifelt über diese Wendung des Schicksals (Titta: „Ammore dimme tu“).
Szene 6a [–]. Rapisto, dann Belluccia.
Szene 6b [6]. Als Ciomma auf ihrem Balkon Platz nimmt, rät Col’Agnolo ihr, Peppariello zu vergessen und sich lieber ihm selbst zuzuwenden. Er preist die Vorzüge der reiferen Männer (Col’Agnolo: „N’ommo attempato“).
Szene 7. Die alte Meneca schickt Ciomma unter einem Vorwand fort und fragt Ciccariello, warum Peppariello ihre Liebe nicht erwidert, denn auch Frauen im fortgeschrittenen Alter wünschen sich noch junge Männer (Meneca: „Ll’ommo e commo“).
Szene 9 [8]. Menecas Diener Rapisto möchte von Col’Agnolo rasiert werden. Ciccariello behauptet, sein Meister sei schwerhörig. Daher müsse Rapisto laut schreien, wenn er mit ihm spreche (Ciccariello: „Sà comm’è no peccerillo“).
Szene 10 [9]. Nachdem Col’Agnolo eingetroffen ist, behauptet Ciccariello dasselbe von seinem Kunden Rapisto.
Szene 11 [10]. Belluccia/Peppariello beneidet Ciomma um ihr Liebesglück (Belluccia: „T’aggio mmideja“). Ciomma will ihm „alles geben, was ihm fehlt“.
Szene 12 [11]. Beim Anblick ihres ungetreuen Liebhabers Carlo fällt Belluccia in Ohnmacht. Ciomma bemüht sich liebevoll um sie/ihn, bis sie aufwacht. Auf Belluccias/Peppariellos Drängen gibt Carlo zu, dass er einst eine Liebesbeziehung hatte. Ohne ihre Identität zu verraten, reagiert Belluccia äußerst wütend. Sie behauptet, es habe sich um eine enge Freundin von ihr gehandelt, die seitdem ihr Leben in Tränen verbringe (Belluccia: „Passa da la matina na nsi à la sera“). Nachdem Belluccia gegangen ist, will auch Ciomma nichts mehr von Carlo wissen (Ciomma: „Da me che buò“).
Szene 13 [12]. Der abgewiesene Carlo ergibt sich verzweifelt seinen Gedanken (Carlo: „Si ll’arme desperate“).
Szene 14 [13]. Rapisto erscheint erneut zur Rasur bei Col’Agnolo. Dieses Mal teilt Ciccariello ihm mit, dass der Meister anwesend sei, und erinnert Rapisto daran, laut mit ihm zu sprechen. Beide betreten den Barbierladen.
Szene 15 [14]. Ciccariello kommt mit dem Rasierbecken aus dem Laden und stößt dabei mit Meneca zusammen (Meneca: „Ora vide, che taluorno“). Er macht sich über sie lustig.
Szene 16 [15]. Durch den Lärm aufgeschreckt, schaut Ciomma aus ihrem Fenster. Auch Rapisto kommt eingeseift und halb rasiert aus dem Laden. Ciccariello soll ihn zu Ende rasieren, während Col’Agnolo versucht, die keifende Meneca zu besänftigen.
Szene 17 [16]. Wütend kommt Rapisto wieder aus dem Laden, denn Ciccariello hat ihm in die Wange geschnitten. Alle streiten miteinander (Ciccariello/Ciomma/Meneca/Rapisto/Col’Agnolo: „Jammoncenne“).

### Zweiter Akt
Szene 1. Ciomma weist Tittas Werbung entschieden ab.
Szene 2. Carlo erwartet, dass Titta wie vereinbart bei Ciomma ein gutes Wort für ihn einlegt. Da Titta jedoch nur für sich selbst spricht, erkennt Carlo, dass er in ihm einen Rivalen hat (Carlo: „Và che terrana! che ngannatore!“).
Szene 3 [–]. Rapisto und dieselben.
Szene 4 [3]. Col’Agnolo will Ciccariello für seinen Streich und Rapistos Verletzung verprügeln. Ciccariello fleht um Gnade (Ciccariello: „Si masto mio no mme vattite“ – „Che v’aggio fatto“).  Nach Rapistos Fürsprache vergibt Col’Agnolo ihm vorläufig.
Szene 5 [4]. Meneca erklärt Rapisto, das Ciomma grundsätzlich nicht heiraten wolle. Rapisto glaubt ihr nicht (Rapisto: „Quanno siente a na femmena dire“).
Szene 6 [5]. Ciccariello plant einen neuen Streich, um sich an seinem Meister rächen. Er gibt Meneca einen Ring, den sie Peppariello überreichen soll, und behauptet, dass der sie dann mit Sicherheit erhören werde.
Szene 7 [6]. Meneca beklagt das Verhalten der Männer den Frauen gegenüber (Meneca: „Negre chelle, che stanno soggette“).
Szene 8 [7]. Ciccariello teilt Col’Agnolo mit, dass Meneca nach ihm schmachte und ihm einen Ring schenken wolle.
Szene 9 [–]. Rapisto versucht, Col’Agnolo das Kapitel der Erminia aus Torquato Tassos Epos Das befreite Jerusalem vorzulesen. Das misslingt ihm derartig, dass Belluccia/Peppariello eingreift und es ihm vormacht (Belluccia: „Qual doppo lunga e faticosa caccia“).
Szene 10 [–]. Titta, Rapisto schlafend, Ciccariello (Titta: „Oh Dio pecce, pecce?“).
Szene 11 [8]. Col’Agnolo erklärt der widerstrebenden Ciomma seine Liebe (Col’Agnolo: „Nenna mia non saje, ca il’ommo“).
Szene 12 [9]. Ciomma ist verzweifelt: Peppariello lehnt sie weiterhin ab, und nun muss sie sich auch noch gegen diesen Alten zur Wehr setzen (Ciomma: „Negramene sà ncappata“).
Szene 13 [10]. Belluccia/Peppariello rät Carlo, seine Ambitionen auf Ciomma aufzugeben (Belluccia: „Ncoccia lo Cacciatore“).
Szene 14 [–]. Titta, dann Carlo.
Szene 15 [11]. Belluccia/Peppariello versucht, Carlo zu einer positiven Aussage über seine frühere Geliebte zu bewegen. Er beharrt jedoch darauf, nichts mehr von dieser wissen zu wollen. Selbst wenn sie vor ihm stünde, würde er sie fortschicken. Belluccia zieht wütend ihren Dolch. Carlo wehrt sich und verletzt den vermeintlichen Peppariello leicht.
Szene 16 [12]. Ciomma tritt zwischen die Streitenden und bemüht sich liebevoll um die Verwundung Peppariellos. Obwohl dieser Ciomma zurückweist, ist Carlos Eifersucht geweckt (Belluccia/Carlo/Ciomma: „Fortura, cana, o Dio!“).
Szene 17a [13]. Meneca wendet sich an Col’Agnolo, damit der ihr hilft, Peppariello zu erobern. Sie gibt ihm den von Ciccariello erhaltenen Ring. Da Col’Agnolo glaubt, die hässliche alte Frau wolle sich an ihn selbst heranmachen, weist er sie grob ab. Sie zieht sich unter wütenden Beschimpfungen in ihr Haus zurück.
Szene 17b [14]. Um Meneca zu ärgern, will Col’Agnolo ihr Schminkkästchen stehlen. Er klettert mit einer Leiter auf den Balkon ihres Hauses. Dabei bleibt die Leiter hängen, und er muss Rapisto zu Hilfe rufen. Auch Meneca erscheint auf dem Balkon. Meneca und Col’Agnolo streiten sich mit ihren Dienern (Meneca/Col’Agnolo/Rapisto/Ciccariello: „Che barviero arroinato“)

### Dritter Akt
Szene 1. Belluccia und Col’Agnolo vertreiben sich die Zeit beim Kartenspiel.
Szene 2 [–]. Ciomma und Carlo kommen hinzu.
Szene 3 [–]. Titta gesellt sich zu den anderen.
Szene 4 [2]. Meneca tritt auf ihren Balkon (Meneca: „Hoje co sti sbarvate“). Die Streitereien vom Ende des zweiten Akts gehen unverändert weiter.
Szene 5 [3]. Belluccia/Peppariello verheißt Carlo, dass seine Liebesqualen bald beendet seien (Carlo/Belluccia: „Che buò che spera“). Sie will als Frau „verkleidet“ in einer Komödie auftreten, in der Carlo ihren Liebhaber spielt. Sie hofft, ihn dadurch zu einer Reaktion zu bewegen.
Szene 6 [4]. Im Hafen trifft eine Galeere ein, die von zwei Sklaven vertäut wird. Anschließend geht der Kapitän Federico Mariano von Bord, gefolgt von einer Gruppe Sklaven, die auf einem türkischen Schiff festgenommen worden waren (Kapitän: „Or più non mi fa guerra“).
Szene 7 [5]. Meneca befürchtet, dass die Türken gekommen sind, um die hiesigen Frauen in ihr Serail zu entführen. Col’Agnolo beruhigt sie damit, dass sie alt und hässlich sei. Als Marianos Sklave Assan nach einer Unterkunft für den Kapitän fragt, nutzt Ciomma die Gelegenheit, ihn um einen türkischen Tanz zu bitten. Alle sind begeistert von seiner Darbietung.
Szene 8 [6]. Ciccariello hat für die Aufführung ebenfalls Frauenkleider angezogen. Er will Ciomma bitten, ihm bei den Haaren zu helfen (Ciccariello: „Na femmena ch’è bella“).
Szene 9 [7]. Ciomma und Rapisto loben Ciccariellos Kostüm. Auf Bitten Ciommas spielen die beiden anderen ihr eine kurze Szene aus der Komödie vor (Ciccariello/Rapisto: „Core mio carillo“ – „Lazzarone, briccone, pezzente“).
Szene 10 [8]. Um den Nachstellungen Col’Agnolos zu entgehen und Titta eifersüchtig zu machen, gibt Ciomma vor, die Liebe des Barbiers zu erwidern. Nachdem der glücklich fortgegangen ist, erklärt sie Titta, dass sie lediglich gescherzt habe.
Szene 11 [9]. Als Carlo hinzukommt, treibt Ciomma denselben Scherz mit Titta. Anschließend erklärt sie Carlo ihre Liebe (Ciomma: „Nuje femmene simmo“).
Szene 12 [10]. Carlo, Col’Agnolo und Titta prahlen jeweils damit, dass Ciomma sie erhört habe. Schließlich erkennen sie, dass sie auf den Arm genommen wurden (Col’Agnolo: „Comme quanno è notte scura“).
Szene 13 [11]. Trotz der Durchtriebenheit der Frauen kann Carlo nicht von ihnen lassen (Carlo: „Lo faccio ch’e pazza“).
Szene 14 [12]. Belluccia/Peppariello zeigt sich Titta und Ciomma in Frauenkleidung. Besonders Titta ist überrascht von der Glaubwürdigkeit dieser angeblichen Verkleidung. Als sie die beiden fragt, wer von ihnen gerne die Nacht bei ihr verbringen würde, lehnt er dennoch mit Bestimmtheit ab, während Ciomma begeistert wäre. Belluccia findet das lustig (Belluccia: „Si canoscissevo“).
Szene 15 [13]. Der Galeerenkapitän drängt zur Abreise. Da bemerkt Assan die alte Meneca. Er will sie überreden, in den Harem des Sultans einzutreten, da dieser noch keine so hässliche Frau besitze (Assan: „Seniura mia, venir con nuia“).
Szene 16 [14]. Titta erzählt Ciomma und Meneca, dass die Komödienaufführung abgebrochen wurde, nachdem Peppariello darin seine wahre Identität als Frau offenbarte. Sie stamme aus Sorrent, wo Carlo ihr vor zwölf Jahren die Ehe versprochen habe. Da sich die beiden inzwischen versöhnt haben, hofft Titta, dass Ciomma sich jetzt für ihn entscheidet (Titta: „Mo è tiempo Ciomma mia“).
Szene 17 [15]. Eine der Sklavinnen von der Galeere fleht Mariano an, sie endlich freizulassen. Sie seien von edler Geburt und haben sich seit einem Jahr in der Gewalt der „Mohren“ befunden. Der Kapitän befiehlt, ihre Ketten zu lösen (Sklavin: „Che piacer che sente l’alma“). 
Schlussszene. Mariano erkennt in Belluccia seine eigene Tochter, die einst von zu Hause geflohen war, um nach ihrem abtrünnigen Geliebten zu suchen. Er will beide streng bestrafen. Carlo ist bereit, für seine Schuld zu sterben (Carlo: „Si dateme la morte“). Da er inzwischen versprochen hat, Belluccia zu heiraten, und die anderen für ihn bitten, vergibt ihm der Kapitän schließlich. Das Brautpaar wird mit ihm in die Heimat reisen. Alle jubeln („Dapò tanta, e tanta pene“)

## Gestaltung

### Orchester
Die Orchesterbesetzung der Oper besteht aus zwei Oboen, zwei Trompeten, Streichern und Basso continuo.

### Musiknummern
Im gedruckten Libretto von 1722 sind die folgenden Musiknummern angegeben:
Erster Akt
- Ciccariello: „Vorria addeventare sorecillo“ (Szene 1)
- Ciomma: „Va’, dille ch’è ’no sgrato…“ (Szene 1)
- Belluccia: „So’ sciore senz’addore“ (Szene 2)
- Carlo: „Mme sento allegrolillo“ (Szene 4)[A 4]
- Titta: „Ammore dimme tu“ (Szene 5)
- Rapisto: „A lo tiempo, che simm’oie“ (Szene 6a)[A 4]
- Col’Agnolo: „N’ommo attempato“ (Szene 6b)
- Meneca: „Ll’ommo e commo“ (Szene 7)
- Ciccariello: „Sà comm’è no peccerillo“ (Szene 9)[A 4]
- Belluccia: „T’aggio mmideja“ (Szene 10)
- Belluccia: „Passa da la matina na nsi à la sera“ (Szene 12)[A 4]
- Ciomma: „Da me che buò“ (Szene 12)
- Carlo: „Si ll’arme desperate“ (Szene 13)
- Meneca: „Ora vide, che taluorno“ (Szene 15)
- Ciccariello/Ciomma/Meneca/Rapisto/Col’Agnolo: „Jammoncenne“ (Szene 17)

Zweiter Akt
- Carlo: „Và che terrana! che ngannatore!“ (Szene 2)
- Ciccariello: „Si masto mio no mme vattite“ (Szene 4)
- Ciccariello: „Che v’aggio fatto“ (Szene 4)
- Rapisto: „Quanno siente a na femmena dire“ (Szene 5)
- Meneca: „Negre chelle, che stanno soggette“ (Szene 7)
- Belluccia: „Qual doppo lunga e faticosa caccia“ (Szene 9)[A 4]
- Titta: „Oh Dio pecce, pecce?“ (Szene 10)[A 4]
- Col’Agnolo: „Nenna mia non saje, ca il’ommo“ (Szene 11)
- Ciomma: „Negramene sà ncappata“ (Szene 12)
- Belluccia: „Ncoccia lo Cacciatore“ (Szene 13)[A 4]
- Belluccia/Carlo/Ciomma: „Fortura, cana, o Dio!“ (Szene 16)
- Meneca/Col’Agnolo/Rapisto/Ciccariello: „Che barviero arroinato“ (Szene 17b)

Dritter Akt
- Meneca: „Hoje co sti sbarvate“ (Szene 4)[A 4]
- Carlo/Belluccia: „Che buò che spera“ (Szene 5)
- Kapitän: „Or più non mi fa guerra“ (Szene 6)
- Türkischer Tanz (Szene 7)
- Ciccariello: „Na femmena ch’è bella“ (Szene 8)
- Ciccariello/Rapisto: „Core mio carillo“ (Szene 9)
- Ciccariello/Rapisto: „Lazzarone, briccone, pezzente“ (Szene 9)
- Ciomma: „Nuje femmene simmo“ (Szene 11)
- Col’Agnolo: „Comme quanno è notte scura“ (Szene 12)[A 4]
- Carlo: „Lo faccio ch’e pazza“ (Szene 13)
- Belluccia: „Si canoscissevo“ (Szene 14)
- Assan: „Seniura mia, venir con nuia“
- Titta: „Mo è tiempo Ciomma mia“ (Szene 16)
- Sklavin: „Che piacer che sente l’alma“ (Szene 17)
- Carlo: „Si dateme la morte“ (Schlussszene)
- Alle: „Dapò tanta, e tanta pene“ (Schlussszene)

### Die neapolitanische „Commeddeja pe mmuseca“
Der neapolitanische Komponist Leonardo Vinci schuf insgesamt elf oder zwölf Werke der Gattung Commedia per musica bzw. neapolitanisch „Commeddeja pe mmuseca“. Dabei handelt es sich um eine typisch neapolitanische Opernform des frühen 18. Jahrhunderts. Die Handlung spielt üblicherweise in der (damaligen) Gegenwart in der Umgebung Neapels. Die Szene ist starr und stellt eine Straße zwischen zwei Landhäusern dar. Die Personen basieren entweder auf denen der Commedia dell’arte oder sind verliebt. Üblicherweise gibt es ein unerkannt aufgewachsenes Findelkind, das von mehreren anderen Personen gleichzeitig geliebt wird. Gegen Ende stellt sich dann die wahre Identität dieser Person als enger Verwandter der meisten Verehrer heraus, so dass nur noch ein Bewerber übrig bleibt. Neben burlesken Elementen gibt es Anspielungen an die Opera seria und an das Gesellschaftsleben. Eine häufig verwendete Musikform ist die schlichte „canzona“, die oft Strophenform hat. Die Oper wird gewöhnlich mit einer solchen „canzona“ im Sicilianorhythmus eingeleitet. Die Verwendung des neapolitanischen Dialekts ist ebenfalls typisch, wurde aber ab 1720 allmählich zurückgedrängt und auf die Buffo-Partien beschränkt. Li zite ’ngalera ist eines der ersten Werke, in dem sich diese Tendenz zeigt. Sie betrifft hier die Rolle des toskanisch singenden Galeerenkapitäns Federico Mariano. Weitere damit in Zusammenhang stehende Innovationen sind das romantische Motiv, das zeitgeschichtliche Motiv der Türken, die Annäherung an die spanische Mantel- und Degen-Literatur (Commedia „de coppa e spata“) und der adlige Ehrenkodex. Letzterer ersetzt hier als Konfliktursache die Unkenntnis der echten Verwandtschaftsverhältnisse. Der Librettist Bernardo Saddumene erläuterte den Sinn dieser Neuerungen im Vorwort seiner Commedeja La noce de Veneviento von 1722.:102
Vincis weitere Werke dieser Gattung sind nur fragmentarisch überliefert. Erhaltene Beispiele anderer Komponisten sind Pergolesis Lo frate ’nnamorato (1732) und Il Flaminio (1735) sowie Leonardo Leos Anfang des 21. Jahrhunderts wiederentdeckte Oper L’Alidoro aus dem Jahr 1740.

### Musik
Den verschiedenen Personen sind ihrem jeweiligen gesellschaftlichen Rang entsprechend unterschiedliche musikalische Stilebenen zugewiesen.  Die Rangzuordnung ist wesentlich über die Art ihrer Arien auszumachen.:104 Die Eröffnungs-Canzone „Vorria addeventare sorecillo“ (I.1) beispielsweise wird von dem Barbiergehilfen Ciccariello, der rangniedrigsten Figur der Oper, gesungen. Sie zeigt exemplarisch den Einfluss des neapolitanischen Volkslieds auf die Commedia per musica. Hier ahmt Vinci in den tiefen Streichern den Klang eines Colascione nach. Musik und Text sind bewusst primitiv gehalten. Das Streicherensemble spielt unisono, und der achtzeilige Text besteht aus einer einzigen Strophe der Reimform „abababab“ mit je elf Silben. Die „ab“-Paare haben jeweils dieselbe Musik und werden von einer dreizeiligen Coda abgeschlossen.:151
Die Arien sind im Gegensatz zu denen der Opera seria einfach gehalten. Viele Arien verwenden einen deklamatorischen Stil, während andere eher tänzerisch sind. Koloraturen fehlen überwiegend, und auch die Instrumentalbegleitung ist sehr schlicht. Die einzige Ausnahme bildet die heroische Koloraturarie der höchststehenden Figur Federico („Or più non mi fa guerra“, III.6), die von Trompeten und Oboen begleitet wird.
Die Kunst Vincis zeigt sich besonders an seinen Melodien, die sich sorgfältig am Tonfall des Textes orientieren und mit ihrer am Dreiklang angelehnten Diatonik frisch und lebhaft wirken. Im Detail zeigen sich häufig unregelmäßige rhythmische Strukturen. Die Harmonik wird zurückhaltend eingesetzt. Molltonarten kommen nur selten vor. Sie erscheinen meist verfremdet durch die Neapolitanische Sexte.
Die Gesangsbesetzung orientiert sich am Modell der Opera seria. Wie bei dieser überwiegen hohe Stimmen, die u. a. den vier jungen Liebenden zugewiesen sind. Mit Carlo, Ciccariello und Meneca gibt es drei Travestie-Rollen. Belluccia, Ciomma, Carlo (der dem „primo uomo“ der Seria entspricht) und Ciccariello sind von Frauen gesungene Soprane, der junge Titta ein männlicher Alt und der Barbier Col’Angolo ein Tenor. Auch die alte Meneca wird wie ähnliche Charaktere in den älteren Seria-Opern von einem Tenor gesungen, ihr ebenfalls alter Diener Rapisto von einem Bass. Durch die vielen Travestie-Rollen und die Verkleidungen innerhalb der Handlung ergibt sich eine sexuelle Mehrdeutigkeit, die an die venezianischen Opern des 17. Jahrhunderts erinnert.:104:30
Im zweiten Akt trägt Belluccia einen Ausschnitt aus Torquato Tassos Epos Das befreite Jerusalem vor („Qual doppo lunga e faticosa caccia“, II.9). Diese Stelle ist als Accompagnato-Rezitativ gestaltet – allerdings nicht musikalisch frei wie die Accompagnati in Vincis Seria-Opern, sondern in Form von zwei Stanzen mit jeweils ähnlicher Musik. Möglicherweise adaptierte Vinci hier den Stil, in dem die zeitgenössischen Barden Tassos Texte üblicherweise vortrugen.:34
Die Finalsätze der ersten beiden Akte, das Quintett „Jammoncenne“ (I.17) und das Quartett „Che barviero arroinato“ (II.17b), gelten als früheste Vorläufer der komischen Finale der Opera buffa.:35 Hier schimpfen und schreien die Personen zu unterschiedlichen Rhythmen wild durcheinander, während die schnelle Instrumentalbegleitung gleichmäßig bleibt. Reinhard Strohm verglich diese Kombination unregelmäßiger polyphoner Stimmen mit den älteren Madrigalkomödien Vecchis und Banchieris. Strohm wies darauf hin, dass die auf das szenische Durcheinander hinleitenden Situationen hier noch nicht wie in der Opera buffa musikalisch in das Finale integriert sind, sondern bereits zuvor in den Rezitativen stattfinden. Sie sind also nicht in Gänze mit den späteren Finale vergleichbar, sondern „unentwickelte“ Vorstufen, die aber schon denselben Gedanken umsetzen.:157
Im Duett „Che buò che spera“ (III.5) und im Terzett „Fortura, cana, o Dio!“ (II.16) haben die Charaktere jeweils unterschiedliche Texte, die dialogartig zur selben Melodie vorgetragen werden und sich nur in den Schlusskadenzen vereinen. Das komische zweite Duett („Core mio carillo“, II.9) singen die beiden Diener Ciccariello und Rapisto jeweils in Verkleidung als exemplarische Theaterszene.:35

## Werkgeschichte
Li zite ’ngalera ist die älteste nahezu vollständig als Partitur erhaltene neapolitanische „Commeddeja pe mmuseca“ und zugleich die älteste erhaltene Oper Vincis. Das Libretto stammt von Bernardo Saddumene. Die Druckausgabe enthält keinen Hinweis auf den Komponisten, dessen Mitwirkung allerdings in einer rühmenden Rezension in den Avvisi di Napoli vom 6. Januar 1722 hervorgehoben wurde. Das Werk ist Maria Livia Spinola gewidmet, der Gattin des neuen Vizekönigs von Neapel, Marcantonio Borghese, Fürst von Sulmona.:28
Das erhaltene Manuskript ist signiert und mit dem 20. November 1720 datiert. Es enthält, besonders im dritten Akt, diverse Änderungen und Striche. Daraus ist zu erkennen, dass der Handlungsbogen mit der Galeere und deren Kapitän Mariano vermutlich erst kurz vor der Aufführung ergänzt wurde. Eine einleitende Sinfonia fehlt. Reinhard Strohm vermutet, dass sie, wie bei der zeitgenössischen Opera seria üblich, separat notiert wurde, um sie auch für andere Stücke nutzen zu können.:151 Außerdem fehlt die letzte Seite des ersten Akts.:35 Der Generalbass ist in dieser Partitur nicht beziffert. Deshalb und aufgrund der vielen Änderungen wurde vermutet, dass es sich um ein Kompositionsautograph und nicht um eine Direktionspartitur handelt.:151 Kurt Markstrom wies dagegen darauf hin, dass die Mehrzahl der Änderungen die Rezitative oder kleinere Korrekturen und Schnitte in den Arien betreffen. Er hält das Manuskript daher für einen letzten Entwurf („final draft“) der Oper.:27
Die Uraufführung fand am 3. Januar 1722 im Teatro dei Fiorentini in Neapel statt. Die Besetzungsliste im gedruckten Libretto ist unvollständig. Zu den Sängern zählten Giacoma Ferrari (Carlo), Ippolita Costa (Belluccia), Rosa Cirilli (Ciomma), Simone De Falco (Meneca), Filippo Calandra (Titta), Giovanni Romaniello (Rapisto) und Laura Monti (Sklavin).
Am 29. November 1724 wurde eine überarbeitete Fassung der Oper im neapolitanischen Teatro della Pace gespielt. Dessen Impresario wies darauf hin, dass die Oper in der vorangegangenen Produktion „Neapel verrückt gemacht“ habe.:28
1979 wurde das Werk in einer Einrichtung von Roberto De Simone (auch Regie) unter der Leitung des Dirigenten Massimo de Bernart beim Maggio Musicale Fiorentino gespielt. Es handelte sich um die erste Produktion einer Oper Leonardo Vincis in neuerer Zeit.:27 Eine Inszenierung von Christophe Galland wurde ab 1999 unter Leitung von Antonio Florio in der Pariser Cité de la musique, in Bari, Wien, Barcelona, Barcelona, Montpellier und Ferrara gespielt. Außerdem erschien eine Studioaufnahme auf CD.:28 Das Teatro alla Scala Mailand zeigte 2023 eine Neuinszenierung von Leo Muscato.

## Aufnahmen
- Februar 1999 – Antonio Florio (Dirigent), Cappella della Pieta de’Turchini.
 Maria Ercolano (Carlo), Emanuela Galli (Belluccia), Roberta Invernizzi (Ciomma), Pietro Naviglio (Federico), Giuseppe de Vittorio (Meneca), Daniela del Monaco (Titta), Rosario Totario (Col’Agnolo), Roberto Andalo (Ciccariello), Giuseppe Naviglio (Rapisto und Assan), Maria Collina (Sklavin).
 Studioaufnahme, gekürzt.
 Opus 111 30-212-13 (2 CDs).[10]:22089
- 24. Juli 2001 – Besetzung wie in der Studioaufnahme von 1999.
 Live aus Montpellier.[10]:22090